# ゴールデンルート
ゴールデンルート(ごーるでんるーと)とは日本の観光地を巡る人気の旅行ルートのことを指す旅行用語である。成田・羽田空港と関西空港を入出国地として、両空港間にある観光スポットを数泊かけて巡る。

## 東京⇔富士山(箱根)⇔京都⇔大阪

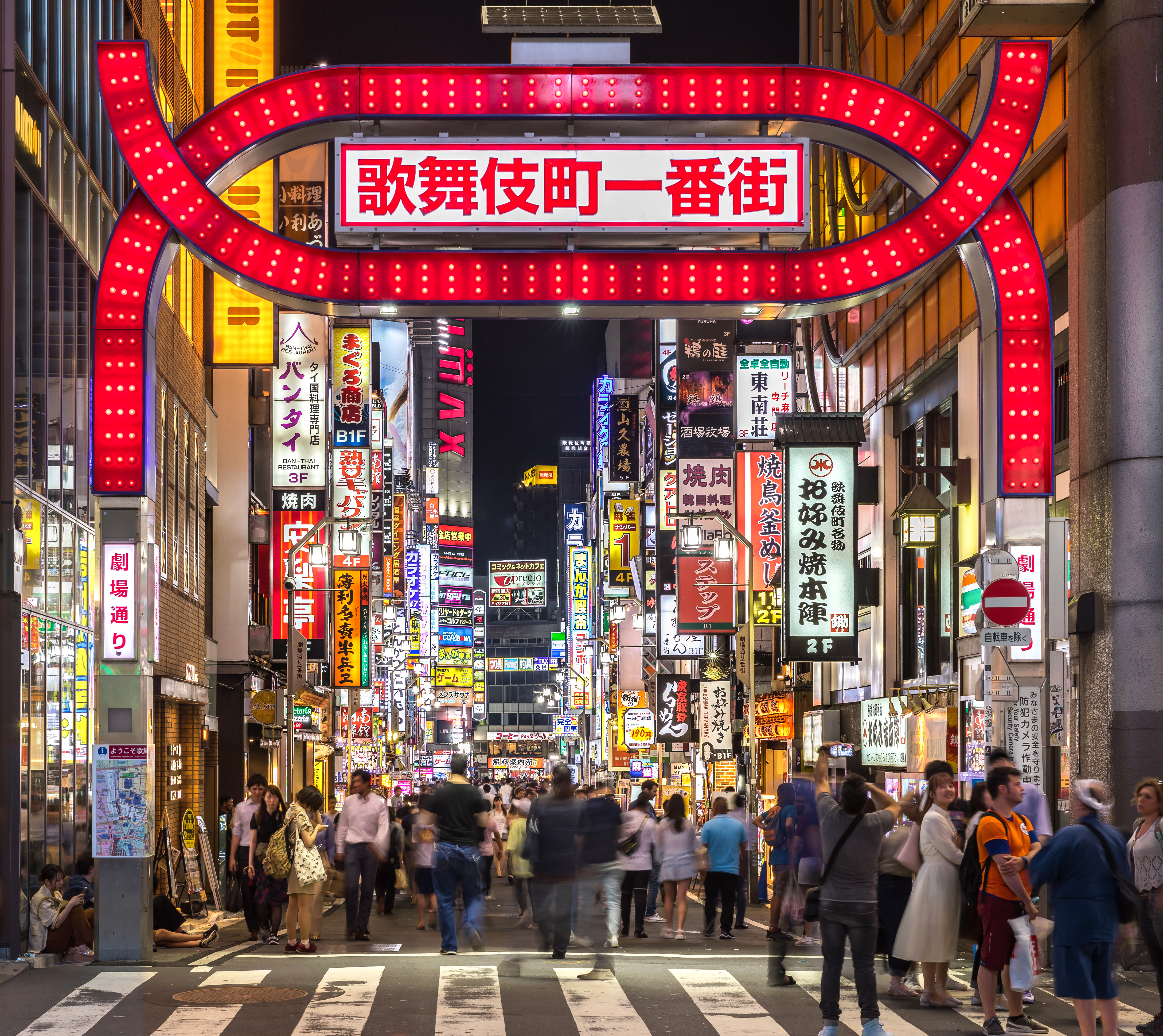
歌舞伎町

数ある日本観光旅程の決定版といってよく、日本初心者に向いているほか、旅費を最小限で押さえながら、〝日本のおいしいところ〟を満喫できる。「Japan's Golden-Route」、「日本　黄金之路」などとあればこのルートであり、東京・京都・大阪・富士山という日本文化への接触に最適な4ゾーンを貫き、歴史的バラエティに富み、日本の古代から近現代までのあらゆる文化物と出会うことができ、且つ観光名所が豊富でアクセスも良いため、観光客にとって非常に魅力的な行程となっている。日本政府も「日本の学習に役立つ」としてPRに努めている。海外でも人気のアニメ作品『SLAM DUNK』(灌籃高手)のファンは鎌倉にも立ち寄る。日本政府観光局（JNTO）推奨の泊数は６。
- 東京：日本の首都。日本で最も英語、中国語が通じる都市で、高級店店員、高級ホテルフロントは通訳なしで客と会話する[5]。古代木造住宅からハイテクノロジーな街並みまで渋谷交差点、歌舞伎町など巨大ショッピング街は夜でも明るく[6] 、小吃店の密集する上野では午前中から食事ができる。東京駅近くの銀座には高額商品ばかりを扱う専門店がひしめき合っている。他にマニアックなエンターテインメント施設も東京には豊富に揃っている。道路はとても清潔でホームレスは少ない。緑地が多く空気は清浄で春には桜で満ち溢れる。地下鉄網がとても複雑だが静かで乗り心地は世界最高級かもしれない。他交通手段も全て整備されていて、高額だがタクシーも素晴らしく、快晴の桜の日には人力車に乗るのもよい。一人旅もいいが複数で行動して東京での驚くべき体験を分かち合うのもよい[7]。

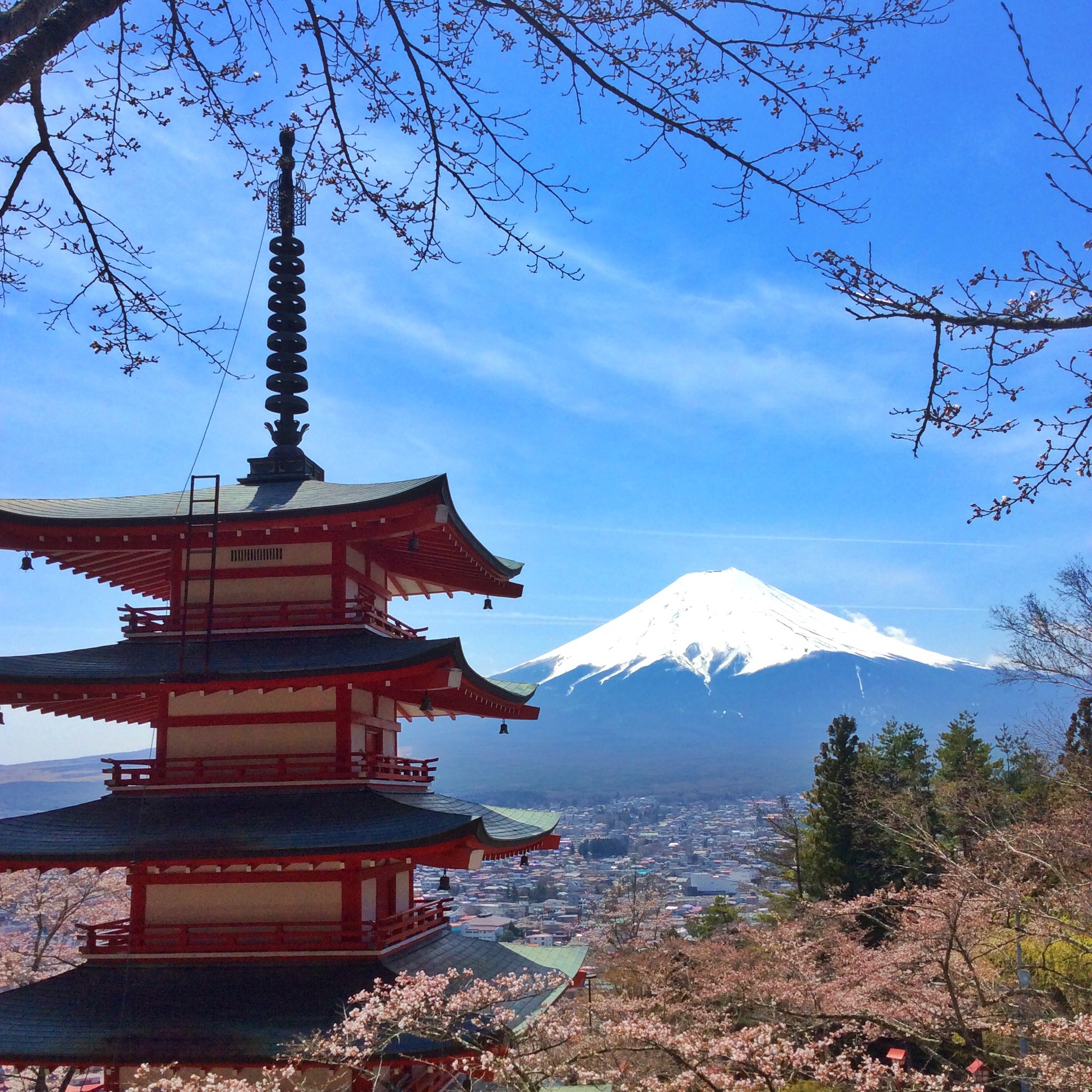
富士山

- 富士山：あまりに有名な日本の火山。日本の古いことわざに、「一度富士山に登る者は賢者であり、再び登る者は愚か者」があり、かつて、富士山に登ることは宗教的な巡礼、地球上で最も雄大で象徴的な山への賛辞と見なされた。富士山はその自然の美しさと文化的重要性で知られており、その頂上に登るのは他では味わえない体験。富士山の見える箱根の温泉あるいは駿河湾の船上から見る景観は雄大で旅行者を満足させる。道路は粗末だが大自然の感覚を満喫することができる[8]。台湾人よりアメリカ人に人気である[9]。

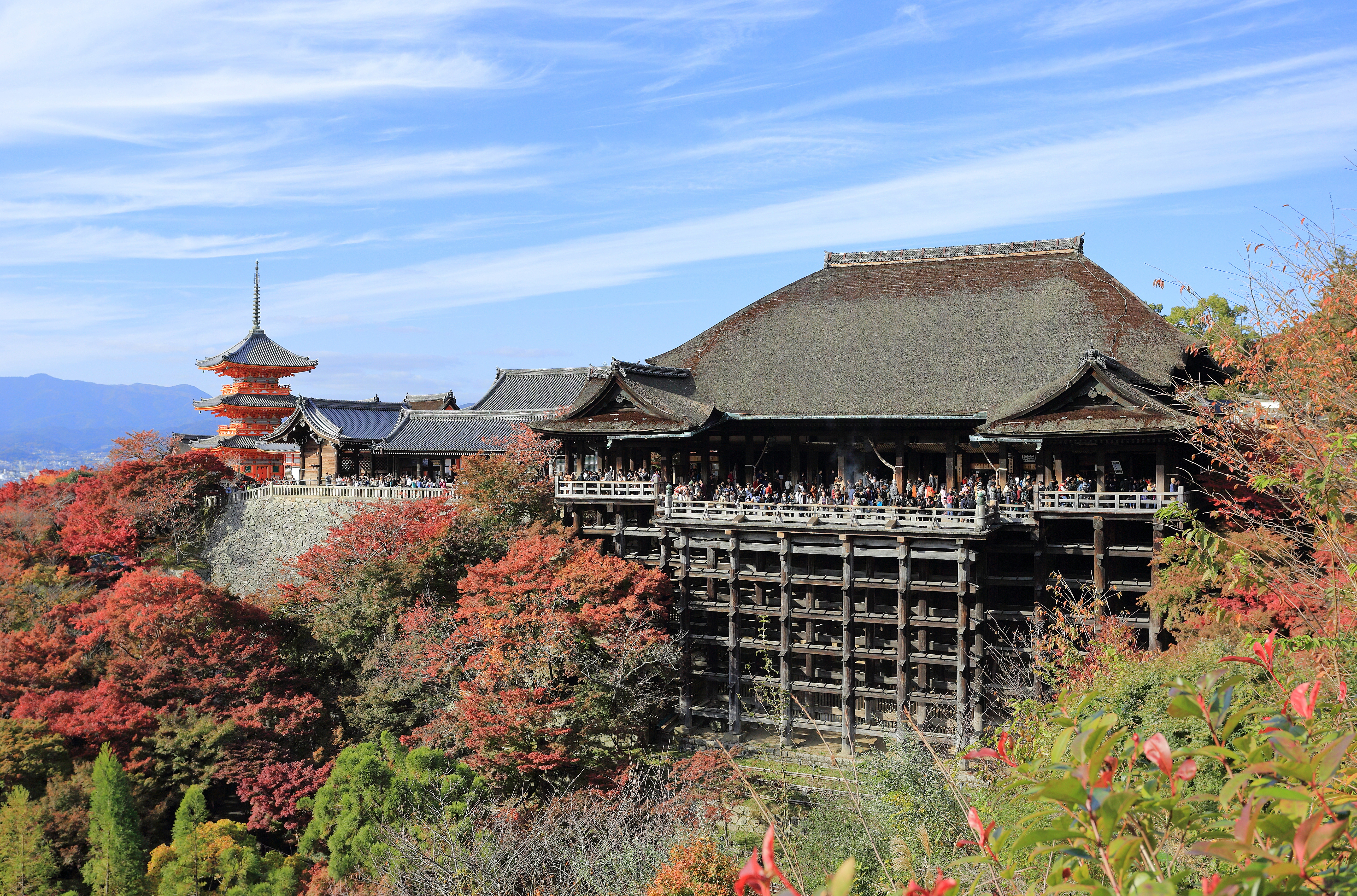
清水寺

- 京都：中唐の西安を模倣して設計された都会で、19世紀まで首都だったことから歴史と独特の文化を持つ都市であり、豊かな自然美があり、日本文化の由来地である[10]。現地住民の暮らす伝統的な木造家屋、有名な祇園祭のような京都独自の年間行事、芸妓が生活し働く花街の文化、そして市内各地にある地蔵菩薩像（子供や旅人の守護神を表す粘土、青銅、石で作られた像）は、すべて京都の文化遺産を体現している。健康的で栄養バランスの取れた日本料理、茶への愛情、解放空間での優雅な生け花など、日常生活に彩りを添えている[11]。
- 大阪：東京と並ぶ一線都市で日本最大の美食街であり[12]、さらにUSJなどの娯楽、心齋橋、新世界の商業街、長い歴史と素晴らしい文化で知られる、魅力的でリラックスできる街。東京から大阪までは新幹線ですぐだが、日本の首都とは全く違う雰囲気を感じられ、風習が素朴で人々は率直である。この街の紅燈街は色彩豊かで、食べ物は忘れられない。歴史的な側面で最も目を引くのは大阪城で、日本の歴史をさらに深く探求するに理想的であり、晴天下の櫻花季には散策するに最適な場所である。この街の人の性格は「本当に日本人なの？」「私の知ってる日本人と違う！」と叫ぶ外国人がいるほど親密さと健啖ぶりとを兼ね備え、日本旅行の最後にふさわしいものである[13]。

## 東京⇔長野⇔白川郷・高山・金沢⇔京都・大阪（新ゴールデンルート）
北陸新幹線が延伸した結果できたゴールデンルートの派生型でやはり首都圏空港と関西空港間をめぐる。北陸新幹線と特急列車（サンダーバード）を使う。「新黃金之路（新ゴールデンルート）」として紹介されている。長野では温泉に入る猿を見ることができ、白川郷ではユネスコ世界遺産にもなった茅葺住居の集落を鑑賞できる。経由地の富山県では、北陸、太平洋岸の両ゴールデンルートを周回する『ゴールデンルート回廊』構想が打ち出されている。

## 京都⇒奈良⇒大阪

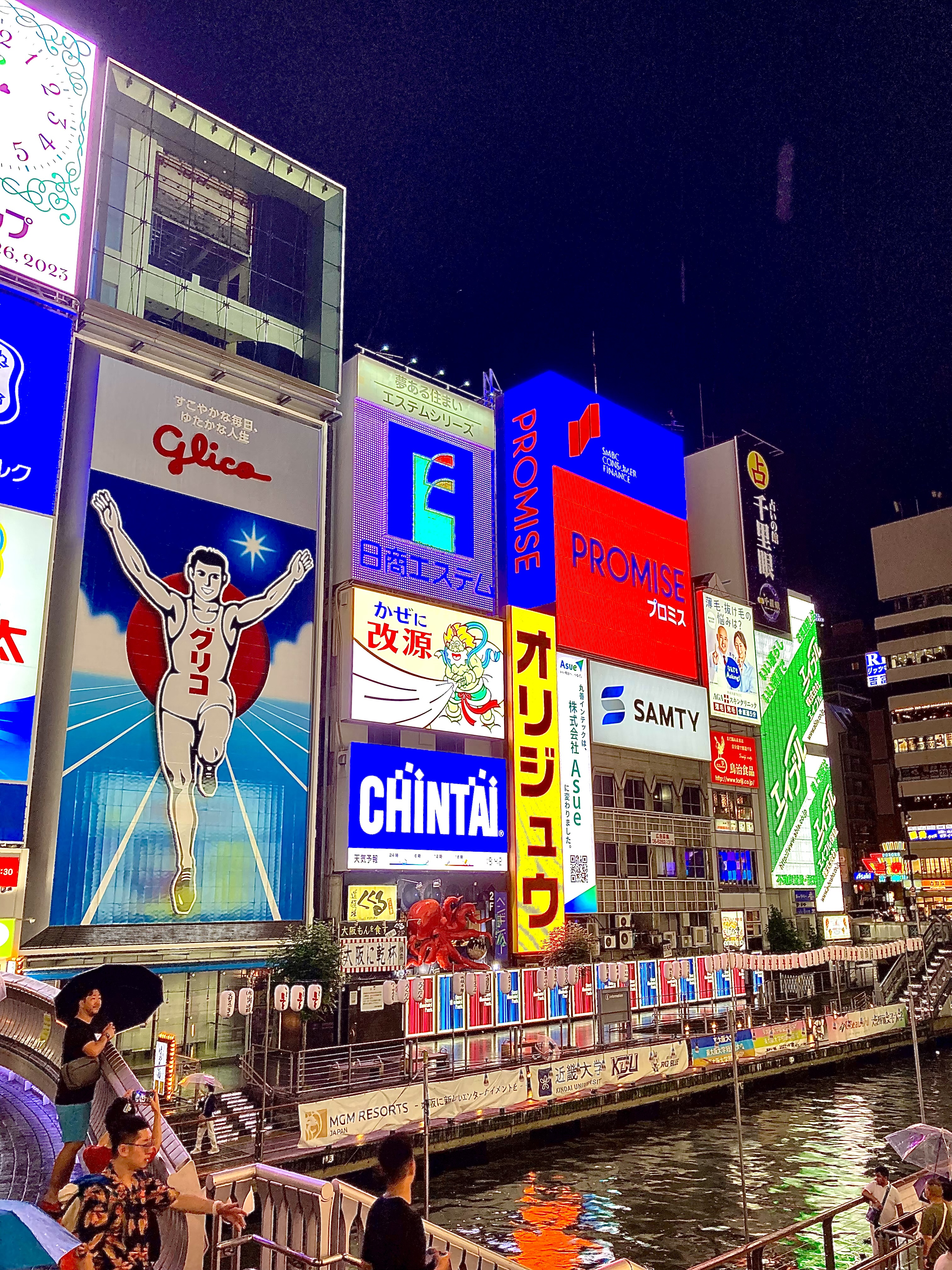
道頓堀川

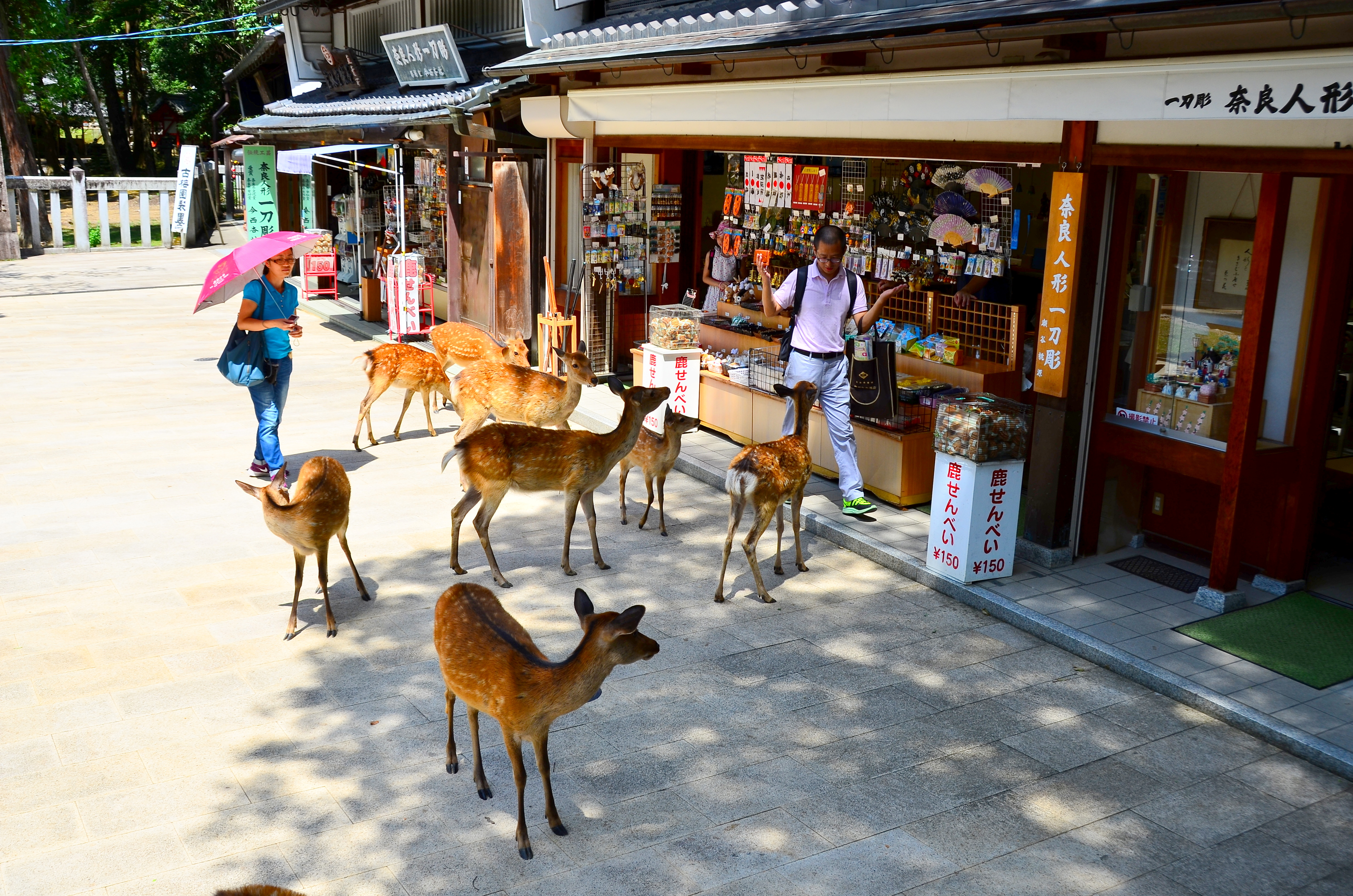
奈良の鹿

関西に特化したゴールデンルートの亜種。台湾の新聞広告では「關西三座黃金城市」とか「日本關西的黃金三天」など黄金と銘打れることがある。出入国は関西空港のみ。各ゴールデンルート中、最簡単、最安値、最高CP值で一人旅にも適している。初日は京都、２日目は奈良で観光、最終日に大阪で美食、アミューズメントならびに買物を楽しみ帰国する。2025年の台北冬季旅展ではこのルート最終の大阪でちょうど「日本櫻花季」に「萬國博」があることから人気を呼んで通常比30-50％高値で販売された。

## その他
日本のインバウンド消費はゴールデンルート上の東京・大阪・京都に集中しがちである。そこでゴールデンルート以外の地方への消費活動拡散を目指して、神戸・瀬戸内・九州を結ぶ「西のゴールデンルート」、中部地方の「昇龍道」などがPRされている。